# 吉江資堅
吉江資賢（日语：／ Yoshie Sukekata，1537年—1582年6月22日），是日本戰國時代至安土桃山時代的武將。長尾氏（上杉氏）的家臣。魚津城之戰守將。

## 生平
近江國出身。繼承吉江氏的名跡而仕於上杉謙信。在謙信的晩年成為側近。
天正3年（1575年）為「上杉家軍役帳」105人軍役其中之一。
天正6年（1578年）御館之亂時，為上杉景勝一方，自此獲得景勝信賴，河田長親擔任越中魚津城城主時，資堅擔任城將。天正10年（1582年）魚津城之戰時奮戰不懈，同年6月3日遭織田方大將柴田勝家攻陷後自殺。資堅自殺後翌日爆發本能寺之變。享年45岁。